# Дентикул
Денти́кулы (от лат. denticulus — зубец), или «ордерные сухарики» — ряд небольших прямоугольных выступов, расположенных в виде орнамента на карнизе здания и выполняющих роль декора. Встречаются в ионическом, коринфском ордере, а также в римском варианте дорического ордера. Прообразом дентикулов послужили торцы часто расположенных поперечных деревянных балок плоского глинобитного перекрытия в архитектуре Ионии.
Дентикулы встречаются как в архитектуре Древней Греции, так и в её более поздних интерпретациях времён классицизма и неоклассицизма.